# Helen McAllister
Le Helen Mc Allister, ex-Admiral Dewey puis Georgetown est un remorqueur construit par Burlee Drydock à Long Island City en 1900.
Il a été construit avec un moteur à vapeur composé à triple expansion de 900 chevaux qui a été remplacé par un moteur diesel après la Seconde Guerre mondiale. Il a remorqué des barges de charbon pour ravitailler les navires dans le port. En 1955, il a été vendu à une compagnie de remorqueurs de Charleston, en Caroline du Sud. Dans les années 1980, la société de remorqueurs McAllister de New York a acheté la société et a ramené le remorqueur dans le port de New York en le rebaptisant Helen McAllister.
Après sa retraite, il a été donné au South Street Seaport Museum de New York à Manhattan en 2000. Il a été inscrit au registre national des lieux historiques le 27 décembre 2002.